# Pistacia palaestina
Pistacia palaestina es un árbol caducifilio común que crece en maquis y garrigas, en asociación con Quercus calliprinos, principalmente en colinas y montañas de Palestina, Líbano, Siria, Turquía e islas adyacentes en el Levante mediterráneo. Prospera en entornos como el bosque y matorral mediterráneo, aunque también en zonas más desiertas.
En español recibe el nombre de terebinto a raíz del Pistacia terebinthus, que algunos botánicos consideran la misma especie, y otros una subespecie de la última. La Pistacia terebinthus crece en una amplia zona de la cuenca del Mediterráneo, desde Marruecos y Portugal a Grecia y Turquía. No obstante, al 2021 P. palaestina es reconocida como una especie aceptada por Tropicos y no resuelta en The Plant List.

## Taxonomía

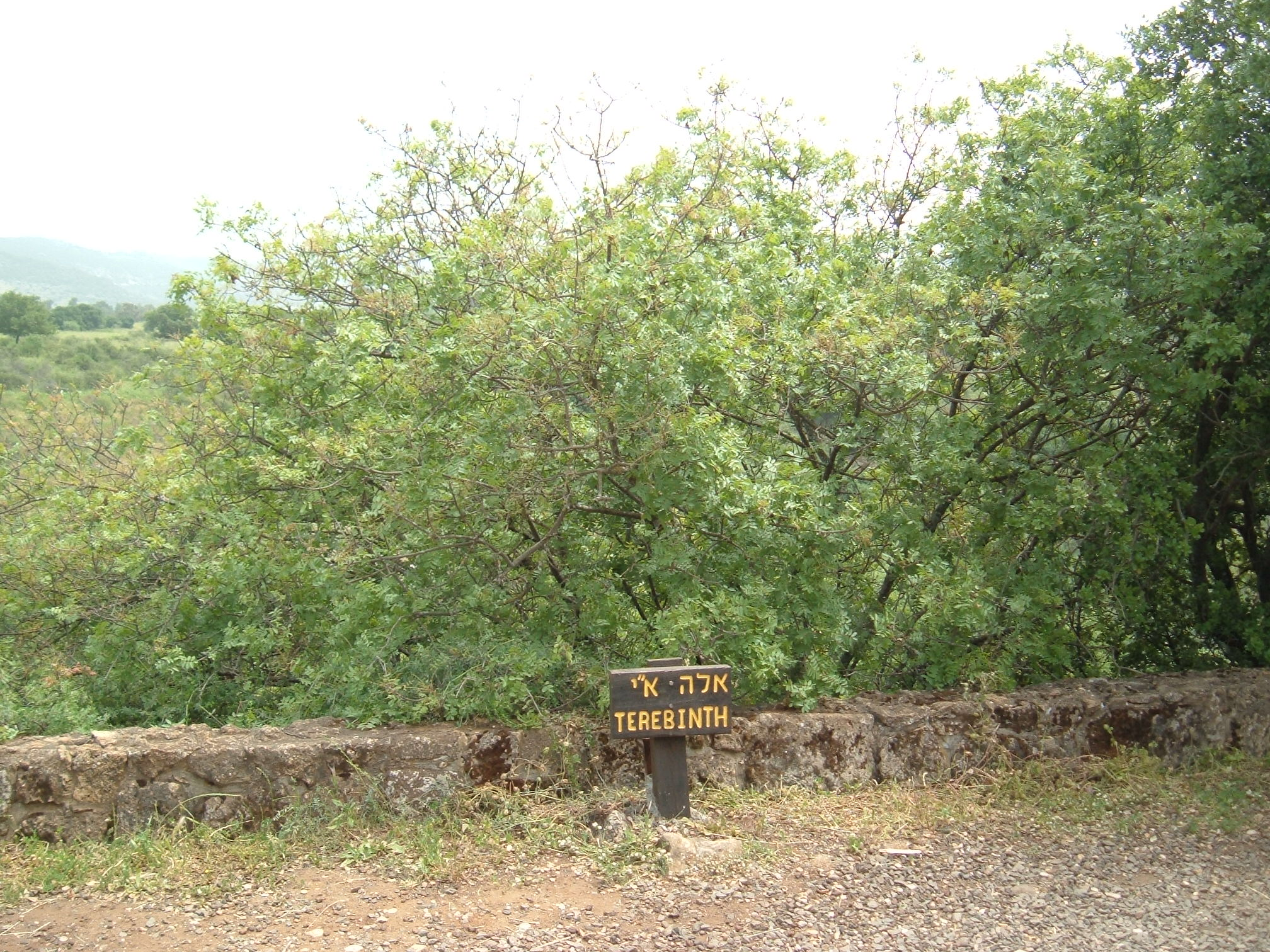
Árbol de Pistacia

Pistacia palaestina fue descrita por primera vez por Pierre Edmond Boissier y la descripción publicada en Diagnoses Plantarum Orientalium Novarum, ser. 1 9(1) en 1849. Pertenece a la sección Pistacia del género Pistacia.
En 1883 Engler consideró a Pistacia palaestina como una variedad de Pistacia terebinthus. En 1952 Zohary consideró a P. palaestina como una especie distinta. Luego, en 1967, Yaltirij consideró a P. palestina como una subespecie de P. terebinthus denominándola P. terebinthus subsp. palaestina.
De acuerdo a estudios filogenéticos de 2010, se demostró que P. palaestina y P. terebinthus son entidades morfológica, ecológica y genéticamente similares por lo que se postuló que ambas especies debería ser fusionadas, convirtiéndose P. palaestina en un sinónimo de P. terebinthus. Las hojas de ambas especies son imparpinnadas y paripinnadas, con 6 a 11 folíolos tiene de 6 a 11 cm y ovadas a estrechamente ovadas con un ápice acuminado o mucronado.

## Importancia económica y cultural
Los frutos de P. palaestina se conocen en árabe como butom. Son comestibles y se venden en los mercados. En el Medio Oriente, las frutas maduras crudas o tostadas de P. palaestina se muelen y se mezclan con otras plantas aromáticas para elaborar el llamado zaatar, un alimento que se consume diariamente con pan, aceite de oliva y té. El propio zaatar se puede clasificar según su contenido en plantas aromáticas de mayor o menor costo, afectando esto el sabor y la calidad. El zaatar que contiene frutos de P. palaestina se considera de alta calidad.

### Uso medicinal
Es una planta medicinal que se ha utilizado como un agente anticancerígeno para tratar los cáncer en la próstata, cólon, mamas, hígado, estómago, bazo y útero. Se han determinado que P. palaestina tiene propiedades antimicrobianas, antioxidantes, antifúngicas y antiinflamatorias.

## Nombres comunes
- Terebinto, elá (Israel), mastaki (Palestina)[8]

## Galería

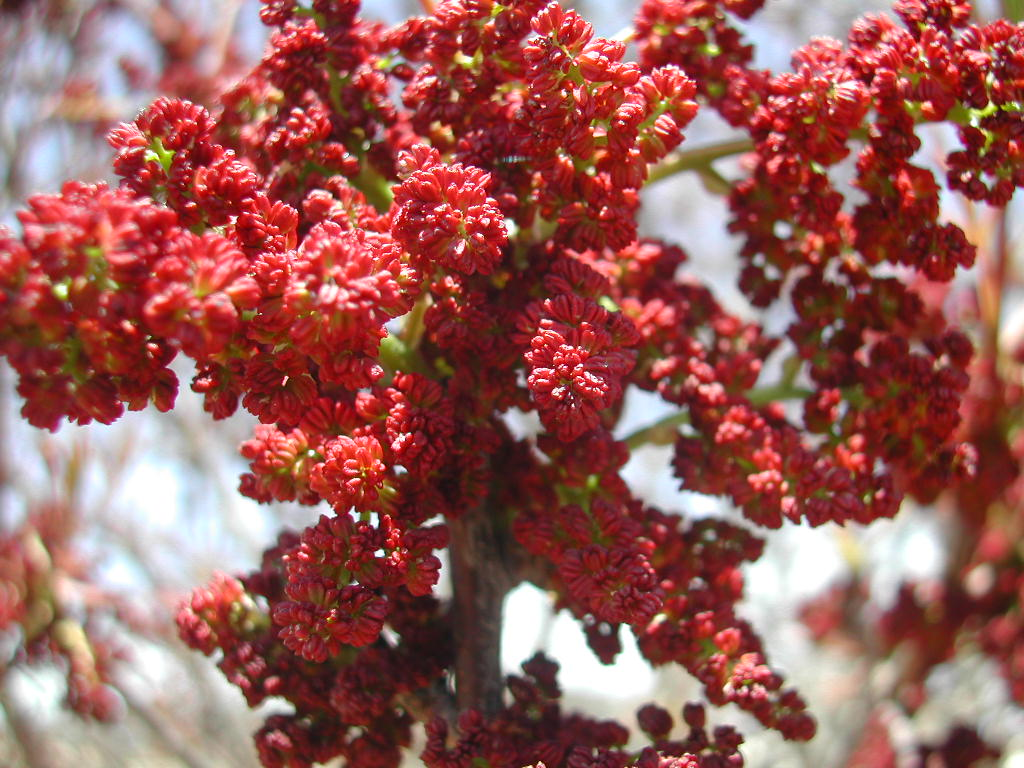
Inflorescencia.
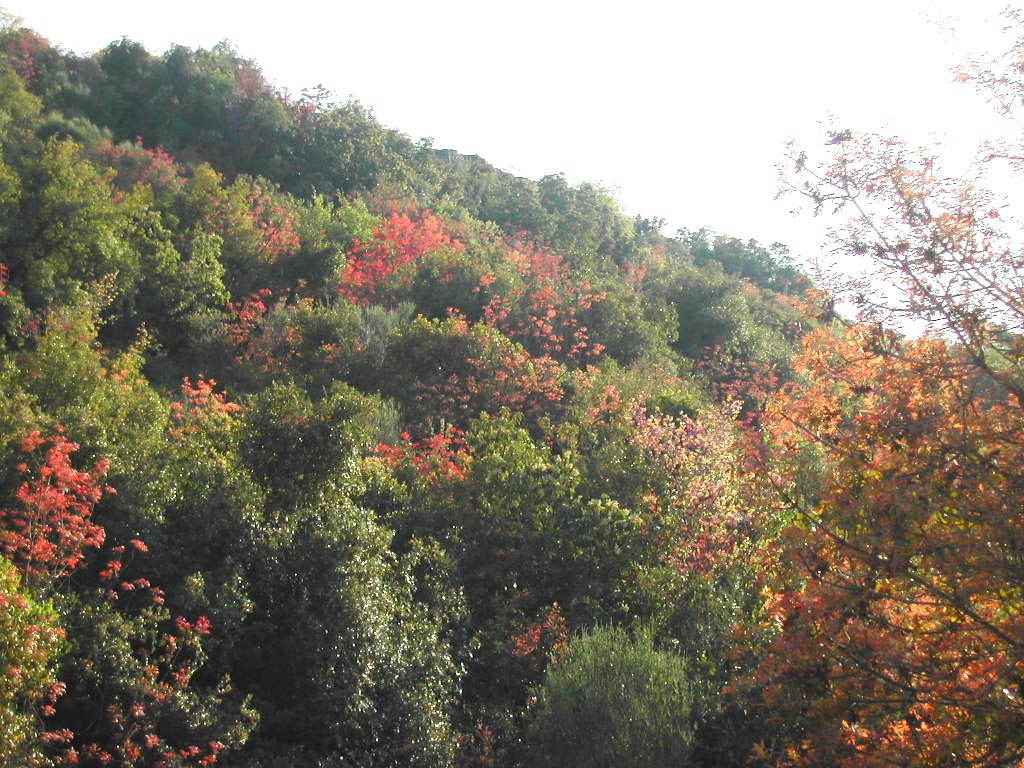
Pistacia añadiendo rojo al paisaje del monte Meron, Israel